# Новосидоровська сільська рада
Новоси́доровська сільська рада (рос. Новосидоровский сельский совет) — сільське поселення у складі Кетовського району Курганської області Росії.
Адміністративний центр — село Нова Сидоровка.
Населення сільського поселення становить 2696 осіб (2017; 2514 у 2010, 2514 у 2002).

## Склад
До складу сільського поселення входять:
| Населений пункт      | Населення, осіб (2002) | Населення, осіб (2010) |
| -------------------- | ---------------------- | ---------------------- |
| Кропані, село        | 607                    | 621                    |
| Нова Сидоровка, село | 1907                   | 1893                   |